# Convenção para a Proteção do Patrimônio Mundial, Cultural e Natural
A Convenção para a Proteção do Patrimônio Mundial, Cultural e Natural, também conhecida como Recomendação de Paris, é um compromisso internacional criado na décima sétima sessão da Conferência Geral da Organização das Nações Unidas para a Educação, a Ciência e a Cultura (Unesco), reunida em Paris de 17 de outubro a 21 de novembro de 1972.
A Convenção foi estabelecida paralelamente à Conferência das Nações Unidas sobre o Meio Ambiente Humano, a primeira grande reunião internacional que tratou dos princípios básicos da proteção ambiental, onde foi criado também o Programa das Nações Unidas para o Meio Ambiente. É um importante marco regulatório para a proteção do patrimônio cultural e natural das nações do mundo, definiu conceitos essenciais de patrimônio mundial entendendo-o como "fonte insubstituível da vida e da inspiração", e dá a base para a inscrição de bens na lista do Patrimônio Mundial.
Segundo Silvia Helena Zanirato, da Universidade Estadual de Maringá,
"Ao longo do texto ficou expressa a compreensão de que a proteção de tais áreas não poderia se efetuar unicamente em escala nacional, devido à magnitude dos meios necessários para esse procedimento, que não raras vezes extrapolavam os recursos econômicos, científicos e tecnológicos de que os países que abrigavam os elementos patrimoniais eram detentores. Foi então foi elaborado o conceito patrimônio mundial, constituído por obras de interesse excepcional, por vezes testemunhos únicos, que deveriam ser considerados pertencentes não apenas aos Estados em que se encontravam, mas a toda a humanidade, que deveria se envolver em sua defesa e salvaguarda, de modo a assegurar a sua transmissão às gerações futuras".